# Ониськовецька сільська рада
Ониськовецька сільська́ ра́да (біл. Аніскавіцкі сельсавет) — колишня адміністративно-територіальна одиниця у складі Кобринського району Берестейської області Білорусі. Адміністративним центром було село Онисковичі.

## Історія
Сільська рада ліквідована 11 травня 2012 року, територія та населені пункти увійшли до складу Городецької сільської ради.

## Склад
Населені пункти, що підпорядковувалися сільській раді станом на 2009 рік:
| Населений пункт | Тип  | Населення, осіб (2009) |
| --------------- | ---- | ---------------------- |
| Величковичі     | село | 7                      |
| Вигода          | село | 9                      |
| Дубини          | село | 98                     |
| Жуки            | село | 5                      |
| Заболоття       | село | 8                      |
| Залески         | село | 7                      |
| Меленково       | село | 68                     |
| Онисковичі      | село | 206                    |
| Совпли          | село | 13                     |
| Стародубці      | село | 31                     |
| Челищевичі      | село | 23                     |

## Населення
За переписом населення Білорусі 2009 року чисельність населення сільської ради становила 475 осіб.

### Національність
Розподіл населення за рідною національністю за даними перепису 2009 року:
| Національність               | Осіб | Відсоток |
| ---------------------------- | ---- | -------- |
| білоруси                     | 440  | 92,63 %  |
| українці                     | 25   | 5,26 %   |
| національність не вказана    | 4    | 0,84 %   |
| росіяни                      | 3    | 0,63 %   |
| молдовани                    | 2    | 0,42 %   |
| дві та більше національності | 1    | 0,21 %   |
| Разом                        | 475  | 100 %    |